# Prefektura Evros
Prefektura Evros (grčki: Νομός Έβρου Nomos Evrou) je najsjevernija Grčka prefektura. 
Nalazi se na sjeveroistoku i dio je periferije Istočna Makedonija i Trakija, graniči s Turskom i rijekom Maricom na istoku. Evros graniči s Bugarskom sa sjevera i sjeverozapada, te s Prefekturom Rodopi na zapadu. 
Glavni grad Prefekture Evros je Aleksandropoli.
- Ime ove prefekture je došlo od grčkog imena za rijeku Maricu - Evros Έβρος.

## Općine i zajednice
| Općina         | YPES kod | Sjedište (ako je različito) | Poštanski broj | Pozivni broj |
| -------------- | -------- | --------------------------- | -------------- | ------------ |
| Aleksandropoli | 1301     |                             | 681 00         | 25510-2 do 7 |
| Didymoteicho   | 1303     |                             | 683 00         | 25530-2      |
| Feres          | 1313     |                             | 685 00         | 25550-2      |
| Kyprinos       | 1304     |                             | 680 05         | 25560-2      |
| Metaxades      | 1305     |                             | 680 10         | 25530-3      |
| Orestiada      | 1306     |                             | 682 00         | 25520-2      |
| Orfeas         | 1307     | Lavara                      | 680 04         | 25530-3      |
| Samotraki      | 1308     |                             | 680 01         | 25510-4      |
| Soufli         | 1309     |                             | 684 00         | 25540-2      |
| Traianoupoli   | 1310     | Aristino                    | 681 00         | 25310-4      |
| Trigono        | 1311     | Dikaia                      | 680 07         | 25560-3      |
| Tychero        | 1312     |                             | 680 03         | 25540-4      |
| Vyssa          | 1302     | Nea Vyssa                   | 680 01         | 25520-7      |

## Pokrajine
- Pokrajina Orestiada - Orestiada
- Pokrajina Didymoteicho - Didymoteicho
- Pokrajina Soufli - Soufli
- Pokrajina Aleksandropolis - Aleksandropolis
- Pokrajina Samotraki - Samotraki

Napomena: Pokrajine nemaju više nikakav pravni značaj u Grčkoj.